# Pilersuisoq

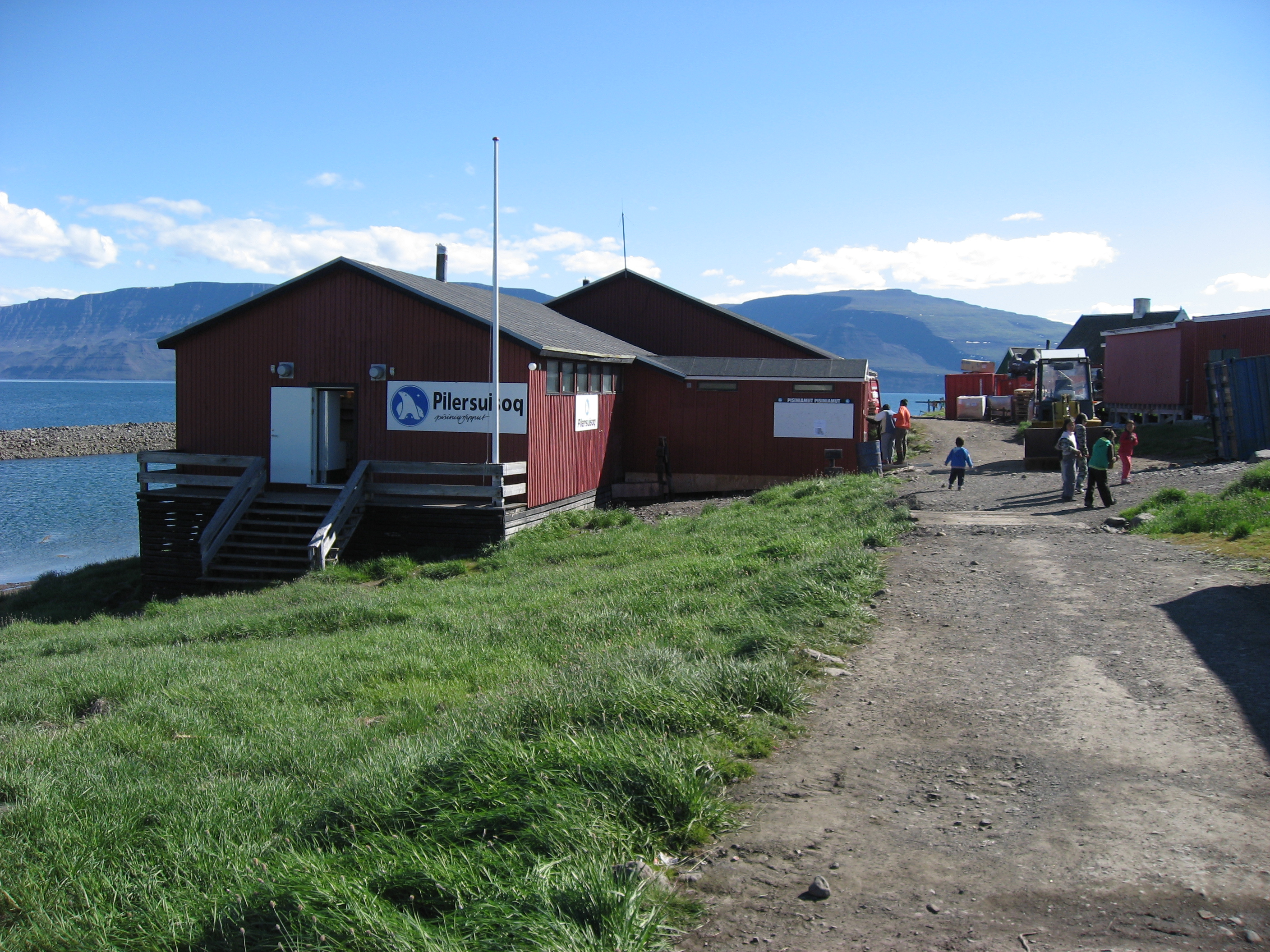
Butik i Upernavik Kujalleq.

Pilersuisoq är den största dagligvarukedjan på Grönland. Den är en del av KNI (tidigare Grønlands Handel), som har rötter från 1774, då Den Kongelige Grønlandske Handel (KGH) etablerades. Företaget har 66 butiker över hela Grönland, och driver en duty-free butik på Kangerlussuaq flygplats. Varutransporterna sker med bland annat med båt, flyg och helikopter. 